# Hemicycla eurythyra
Hemicycla eurythyra is een slakkensoort uit de familie van de Helicidae. De wetenschappelijke naam van de soort is voor het eerst geldig gepubliceerd in 1908 door O. Boettger.